# Трифлуороцтова кислота
Трифторóцтова кислота — це галогенкарбонова кислота з хімічною формулою {\displaystyle {\ce {F3C-COOH}}}. Це безбарвна димуча рідина з різким запахом, добре розчинна у воді та органічних розчинниках.

## Отримання
У промисловості трифлуороцтову кислоту одержують фторуванням оцтової кислоти в рідкому фтороводні при електролізі:
{\displaystyle {\ce {H3C-COOH ->[{+4HF}][{електроліз}]F3C-CO-F + 3H2 + H2O}}}
з подальшим гідролізом утворюваного фторангідриду:
{\displaystyle {\ce {F3C-CO-F->[{+H_{2}O}][{-HF}]F3C-COOH}}}
Також трифтороцтову кислоту можна отримати заміщенням хлору або брому на фтор:
{\displaystyle {\ce {Cl3C-COOH ->[{+3NaF}][{-3NaCl}]F3C-COOH}}}
Ще один метод — окиснення фреонів {\displaystyle {\ce {F3C-CCl=CCl2}}} або {\displaystyle {\ce {F3C-CCl=CCl-CF3}}}.

## Хімічні властивості
Трифтороцтова кислота є сильною кислотою, найсильнішою з галогенокарбонових. Це пов'язано з тим, що фтор має найвищу електронегативність, отже, трифторометильний замісник виявляє дуже сильний -I-ефект.
При нагріванні трифтороцтова кислота здатна до декарбоксилювання з утворенням трифлуорметану та вуглекислого газу:
{\displaystyle {\ce {F3C-COOH->[{t^{o}}][{-CO_{2}}]F3CH}}}

## Застосування
Сировина для синтезу фторовмісних органічних сполук. Зручний реагент в органічному синтезі внаслідок комбінації властивостей: леткість, розчинність в органічних розчинниках, сила кислоти; зокрема, застосовується як каталізатор в реакціях естерифікації та полімеризації. Розчинник в ЯМР-дослідженні кислотостійких речовин.